# Waldorf (Minnesota)
Waldorf és una població dels Estats Units a l'estat de Minnesota. Segons el cens del 2000 tenia 242 habitants.

## Demografia
Segons el cens del 2000, Waldorf tenia 242 habitants, 103 habitatges, i 70 famílies. La densitat de població era de 245,9 habitants per km².
Dels 103 habitatges en un 23,3% hi vivien nens de menys de 18 anys, en un 57,3% hi vivien parelles casades, en un 5,8% dones solteres, i en un 32% no eren unitats familiars. En el 25,2% dels habitatges hi vivien persones soles el 8,7% de les quals corresponia a persones de 65 anys o més que vivien soles. El nombre mitjà de persones vivint en cada habitatge era de 2,35 i el nombre mitjà de persones que vivien en cada família era de 2,81.
Per edats la població es repartia de la següent manera: un 21,9% tenia menys de 18 anys, un 12% entre 18 i 24, un 23,1% entre 25 i 44, un 28,5% de 45 a 60 i un 14,5% 65 anys o més.
L'edat mediana era de 41 anys. Per cada 100 dones de 18 o més anys hi havia 101,1 homes.
La renda mediana per habitatge era de 37.500 $ i la renda mediana per família de 41.250 $. Els homes tenien una renda mediana de 29.375 $ mentre que les dones 21.250 $. La renda per capita de la població era de 16.941 $. Entorn del 6,2% de les famílies i el 15,6% de la població estaven per davall del llindar de pobresa.

## Poblacions més properes
El següent diagrama mostra les poblacions més properes.